# Langsscheeps

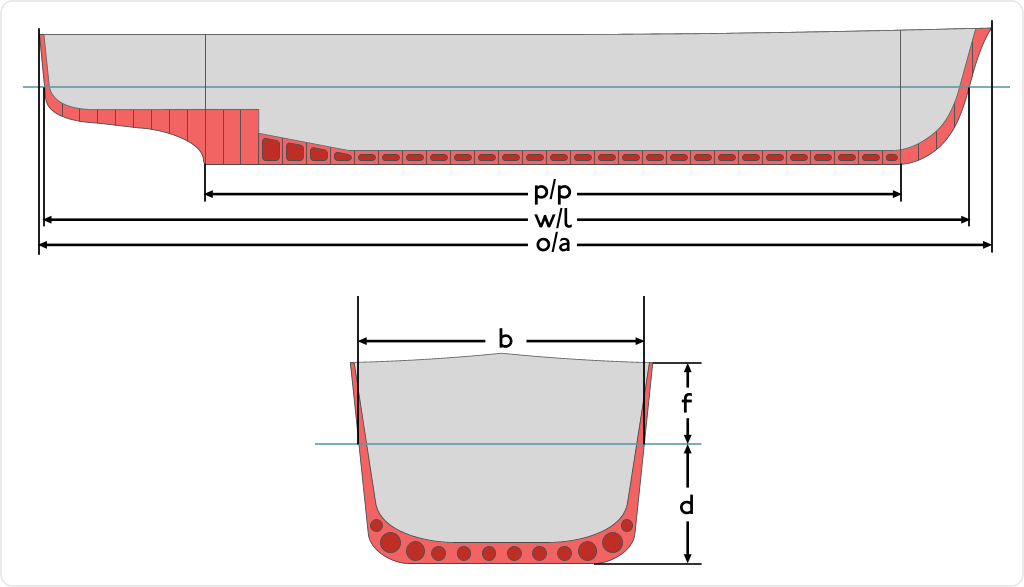
Langsscheepse en dwarsscheepse doorsnede

Langsscheeps is de lengterichting van een schip, evenwijdig aan de scheepsas. Dwarsscheeps is de breedterichting van een schip, loodrecht op de scheepsas.
In oudere teksten wordt meestal gesproken van langscheeps, dus maar met één s.